# Pavel Vinogradov
Pavel Gavrilovici Vinogradov, FBA (rusă Па́вел Гаври́лович Виногра́дов, transliterat: Pavel Gavrilovici Vinogradov; n. 18/30 noiembrie 1854, Kostroma, Imperiul Rus – d. 19 decembrie 1925, Paris, Franța) a fost un istoric și medievalist britanic de origine rusă.